# Energiamérleg (éghajlattan)
Az energiamérleg a globális felmelegedéssel kapcsolatban is használatos éghajlattani fogalom. A stabil éghajlathoz az energiamérleg egyensúlyára van szükség, azaz a Föld-légkör éghajlati rendszer pontosan annyi energiát sugározzon ki az űrbe, mint amennyit a Naptól kap. Az üvegházhatású gázok mennyiségének bármilyen változása befolyásolja a Föld-légkör rendszer energiamérlegét, megváltoztatja az éghajlatot. Ha az éghajlati rendszer kevesebb energiát sugároz ki, akkor az éghajlat globálisan melegszik, ha többet sugároz ki, akkor lehűl.